# Iolaus bagus
Iolaus bagus är en fjärilsart som beskrevs av Napoleon Manuel Kheil 1884. Iolaus bagus ingår i släktet Iolaus och familjen juvelvingar. Inga underarter finns listade i Catalogue of Life.